# Албанія на зимових Олімпійських іграх 2010
Албанія на зимових Олімпійських іграх 2010 , які відбулися в італійському місті Турин, була представлена одним спортсменом (чоловіком) в одному виді — гірськолижний спорт. Прапороносцем на церемоніях відкриття і закриття Олімпійських ігор був єдиний представник Албанії Ерйон Тола.
Албанія вдруге взяла участь у зимових Олімпійських іграх. Албанські спортсмени не завоювали жодної медалі.

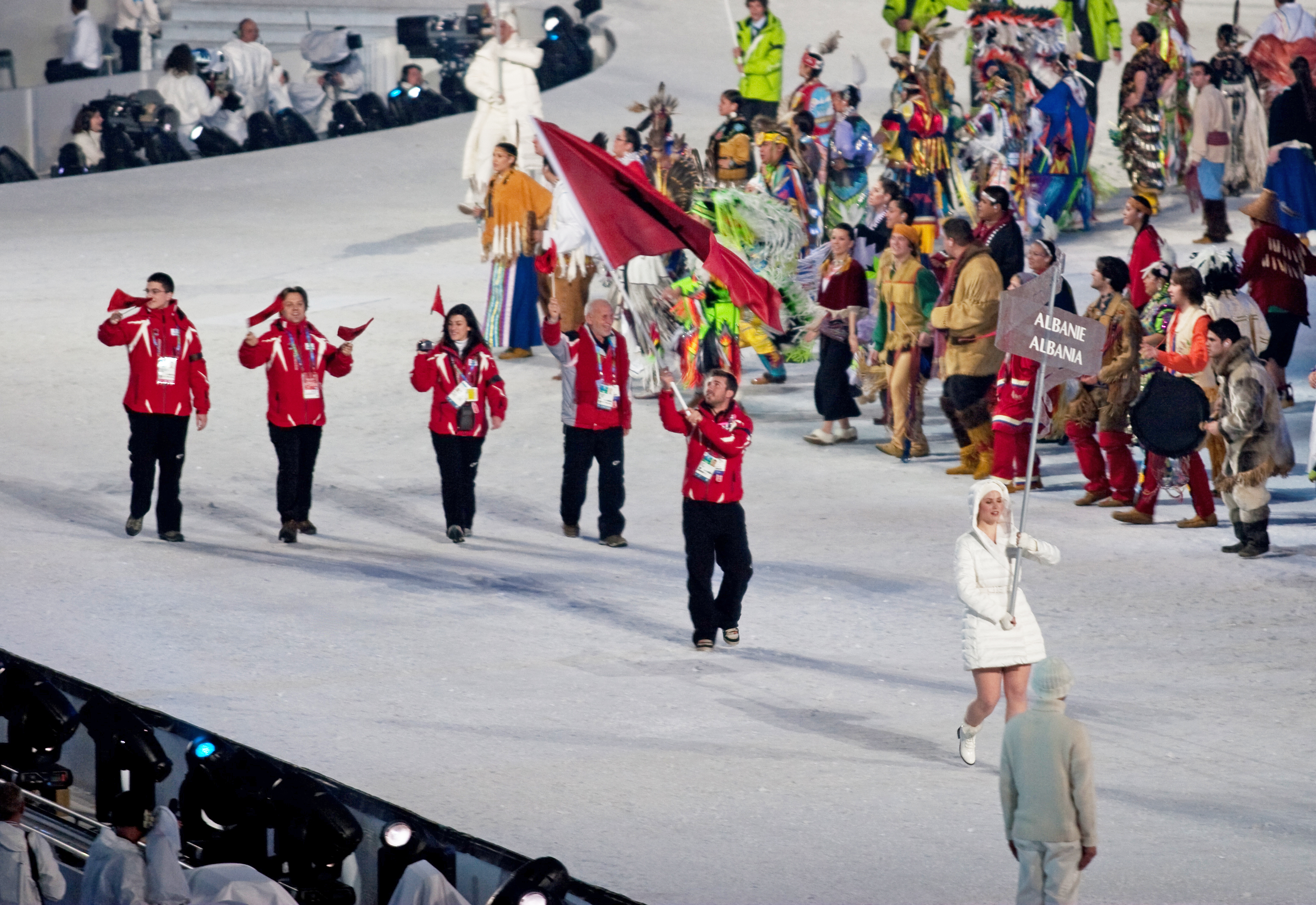
Збірна Албанії під час Параду націй на церемонії відкриття Олімпіади

## Гірськолижний спорт
| Спортсмен  | Дисципліна                   | Фінал   | Фінал   | Фінал   | Фінал |
| Спортсмен  | Дисципліна                   | Спуск 1 | Спуск 2 | Разом   | Місце |
| ---------- | ---------------------------- | ------- | ------- | ------- | ----- |
| Ерйон Тола | гігантський слалом, чоловіки | 1:27.57 | 1:31.70 | 2:59.27 | 63    |
| Ерйон Тола | слалом, чоловіки             | 1:33.94 | 1:09.94 | 2:43.88 | 48    |